# Chengzhong (sockenhuvudort)
Chengzhong (kinesiska: 城中, 城中街道, 应城) är en sockenhuvudort i Kina. Den ligger i provinsen Hubei, i den centrala delen av landet, omkring 80 kilometer nordväst om provinshuvudstaden Wuhan. Antalet invånare är 134 010. Befolkningen består av 65 995 kvinnor och 68 015 män. Barn under 15 år utgör 12,0 %, vuxna 15-64 år 79 %, och äldre över 65 år 8,0 %.
Runt Chengzhong är det tätbefolkat, med 683 invånare per kvadratkilometer. Chengzhong är det största samhället i trakten. Trakten runt Chengzhong består till största delen av jordbruksmark.
Genomsnittlig årsnederbörd är 1 441 millimeter. Den regnigaste månaden är juli, med i genomsnitt 203 mm nederbörd, och den torraste är december, med 19 mm nederbörd.